# Good Old Boys
Good Old Boys è il quinto album di Randy Newman, pubblicato dalla Reprise Records nel settembre del 1974.

## Tracce
Brani composti da Randy Newman, eccetto dove indicato.
Lato A
1. Rednecks – 3:07
2. Birmingham – 2:45
3. Marie – 3:07
4. Mr. President (Have Pity on the Working Man) – 2:45
5. Guilty – 2:30

Durata totale: 14:14
Lato B
1. Louisiana 1927 – 2:54
2. Every Man a King – 1:02 (Huey P. Long, Castro Carazo)
3. Kingfish – 2:42
4. Naked Man – 3:06
5. A Wedding in Cherokee County – 3:07
6. Back on My Feet Again – 3:30
7. Rollin' – 2:53

Durata totale: 19:14
Edizione doppio CD del 2002, pubblicato dalla Rhino Records (8122-78243-2)
Brani composti da Randy Newman, eccetto dove indicato.
Disc 1 - Good Old Boys
1. Rednecks – 3:10
2. Birmingham – 2:47
3. Marie – 3:10
4. Mr. President (Have Pity on the Working Man) – 2:47
5. Guilty – 2:35
6. Louisiana 1927 – 2:58
7. Every Man a King – 1:02 (Huey P. Long, Castro Carazo)
8. Kingfish – 2:45
9. Naked Man – 3:11
10. Wedding in Cherokee County – 3:10
11. Back on My Feet Again – 3:23
12. Rollin' – 3:01
13. Marie – 2:51 – Bonus Track - Demo

Disc 2 - Johnny Cutler's Birthday
1. Rednecks
2. If We Didn't Have Jesus
3. Birmingham
4. The Joke
5. Louisiana
6. My Daddy Knew Dixie Howell
7. Shining
8. Marie
9. Good Morning
10. Birmingham Redux
11. Doctor, Doctor
12. Albanian Anthem
13. Rolling

## Formazione
- Randy Newman - voce, pianoforte, Fender Rhodes, ARP, sintetizzatore
- Ry Cooder - chitarra elettrica
- Willie Weeks - basso
- Andy Newmark - batteria
- Ron Elliott - chitarra acustica
- Al Perkins - pedal steel guitar
- John Platania - chitarra elettrica
- Dennis Budimir - chitarra acustica
- Russ Titelman - basso
- Jim Keltner - batteria
- Malcom Cecil - sintetizzatore, programmazione, ARP
- Milt Holland - batteria, percussioni
- Bobbye Hall - percussioni
- Robert Margouleff - sintetizzatore, programmazione, ARP
- Red Callender - basso, contrabbasso
- Glenn Frey, Don Henley, Bernie Leadon - cori

Note aggiuntive
- Lenny Waronker - produttore
- Russ Titelman - produttore
- Lee Herschberg - ingegnere del suono, mixaggio
- Donn Landee - ingegnere del suono, mixaggio aggiunto